# Cynaeda forsteri
Cynaeda forsteri is een vlinder uit de familie grasmotten (Crambidae). De wetenschappelijke naam is voor het eerst geldig gepubliceerd in 1951 door Lattin.
De soort komt voor in Europa.